# Epilobium verticillatum
Epilobium verticillatum är en dunörtsväxtart som beskrevs av W.X. Wang, W.Y. Guo och Y.S. Fu. Epilobium verticillatum ingår i släktet dunörter, och familjen dunörtsväxter. Inga underarter finns listade i Catalogue of Life.